# LNER Peppercorn Classe A1 60163 Tornado

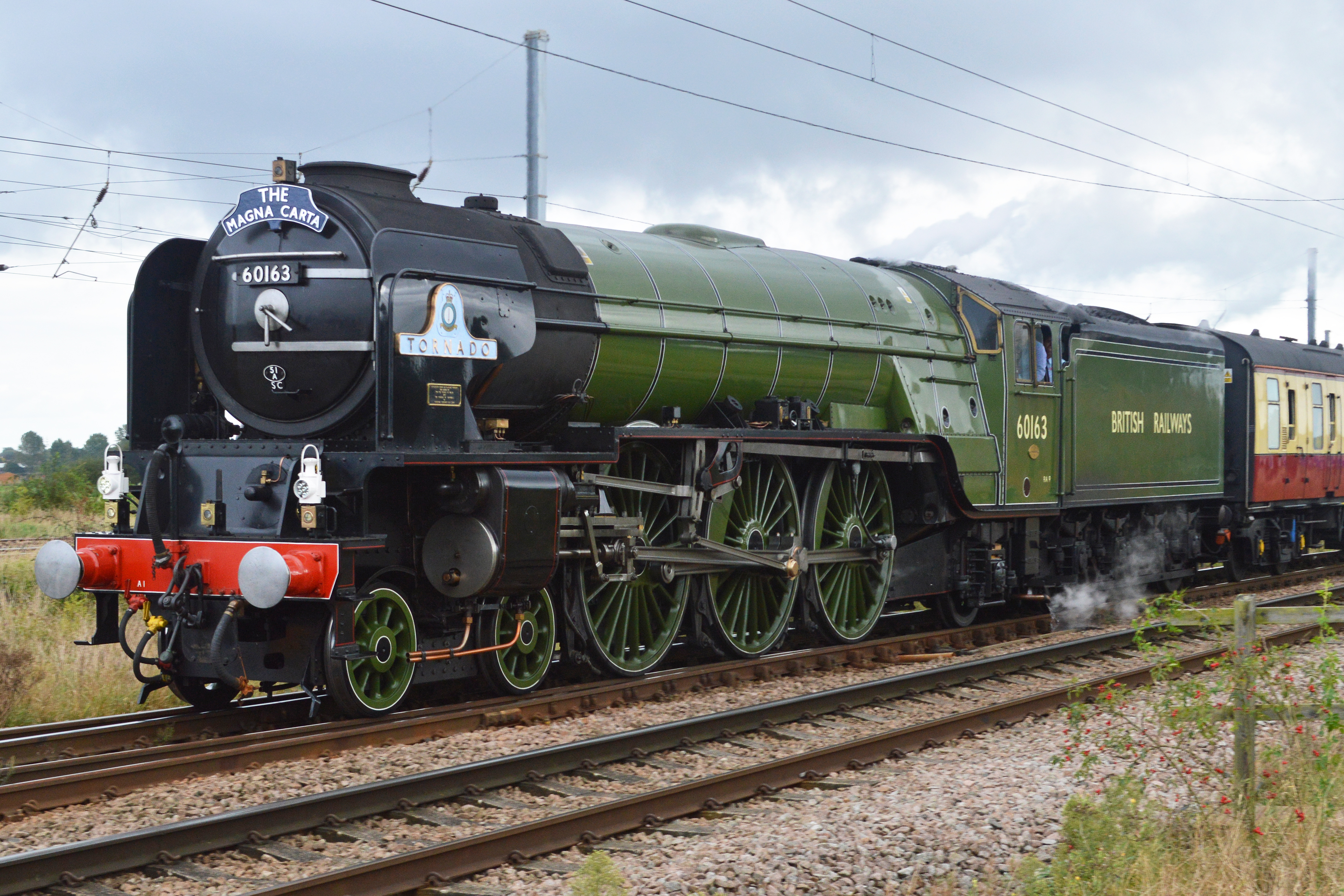
imagem da locomotiva

LNER Peppercorn Classe A1 No. 60163 Tornado é uma locomotiva a vapor 4-6-2 concluída em 2008 com um projeto original de Arthur Peppercorn. É a primeira locomotiva a vapor britânica construída desde 1960 e a única Peppercorn Classe A1 existente depois que o lote original foi descartado. Em 2017, a Tornado se tornou a primeira locomotiva a vapor a atingir oficialmente 160 quilômetros por hora nas pistas britânicas em mais de 50 anos.
Depois que o projeto foi fundado pela A1 Steam Locomotive Trust em 1990, a construção do Tornado começou em 1994 e ocorreu principalmente na Darlington Works, com outros componentes fabricados em outros lugares. O projeto foi financiado por meio de iniciativas de arrecadação de fundos, doações públicas, acordos de patrocínio e contratação do próprio Tornado para serviços especiais. A locomotiva recebeu seu certificado de linha principal em janeiro de 2009, tendo sido projetada em conformidade com os modernos padrões de segurança e certificação .
A locomotiva funcionou em trens tradicionais e de linha principal em toda a Grã-Bretanha entre 2008 e 2022, quando foi retirada para revisão. Retornou à operação em agosto de 2024 após contratempos na reforma.